# Reeds Spring
Reeds Spring è un comune degli Stati Uniti d'America, situato nello Stato del Missouri, nella contea di Stone.